# Terebèl·lides
Els terebèl·lides (Terebellida) són un ordre d'anèl·lids poliquets de la subclasse Sedentaria.

## Característiques
Els terebèl·lides tenen un cos allargat dividit en una regió toràcica anterior, més o menys gruixuda i generalment amb brànquies, i una regió abdominal llarga i prima. El prostomi no té apèndixs però sí molts filaments en forma de tentacles. Els primers segments presenten brànquies filiformes o ramificades. Els parapodis són birramis.

## Taxonomia
L'ordre inclou 1.838 espècies en dos subordres i 12 famílies:
Subordre Cirratuliformia
- Família Acrocirridae Banse, 1969
- Família Cirratulidae Ryckholt, 1851
- Família Ctenodrilidae Kennel, 1882
- Família Fauveliopsidae Hartman, 1971
- Família Flabelligeridae de Saint-Joseph, 1894
- Família Sternaspidae Carus, 1863

Subordre Terebelliformia
- Família Alvinellidae Desbruyères & Laubier, 1986
- Família Ampharetidae Malmgren, 1866
- Família Melinnidae Chamberlin, 1919
- Família Pectinariidae Quatrefages, 1866
- Família Terebellidae Johnston, 1846
- Família Trichobranchidae Malmgren, 1866